# Naményi Ernő
Naményi Ernő, születési és 1918-ig használt nevén  Neumann Ernő (Budapest, 1888. május 9. – Párizs, 1957. november 21.) közgazdász, művészettörténész.

## Élete
Édesapja Neumann Ede rabbi, történész, szerkesztő, tankönyvíró, édesanyja Kayserling Emma. Tanulmányait a budapesti és számos külföldi egyetemen végezte. Az Országos Iparegyesület igazgatója és budapesti Kereskedelmi Akadémia tanára volt. A budapesti Zsidó Múzeum igazgatójaként és a Magyar Könyvművészek Társaságának főtitkáraként is működött. 1918-ban változtatta meg családnevét Naményire. 1919. június 24-én Budapesten házasságot kötött Czigler Klárával. A német megszállás idején bevonult munkaszolgálatra, sikeresen megszökött a deportálás elől. Élete utolsó éveiben Franciaországban élt. Főként közgazdasági munkákat írt; több zsidó vonatkozású tanulmánya jelent meg az Izraelita Magyar Irodalmi Társulat (IMIT) Évkönyveiben, valamint a Congrès Juif Mondial és a L'Arch című folyóiratokban. Utolsó munkája, a Le Juif Errant befejezetlenül maradt.

## Munkái
- A kivándorlás része az olasz váltóárfolyamok emelkedésében (Budapest, 1912)
- Matlekovics Sándor (Budapest, 1922)
- A vámtarifa tervezetről (Budapest, 1923)
- A reklám gazdaságtana (Budapest, 1928)
- L'Esprit de l'art juif (Paris, 1957, angolul is)